# Temnora bouyeri
Temnora bouyeri là một loài bướm đêm thuộc họ Sphingidae. Loài này có ở Cộng hòa Dân chủ Congo.